# Gino Chouinard
Pour les articles homonymes, voir Chouinard.
 (décembre 2017).
Gino Chouinard, né le 25 juillet 1967 à Woburn en Estrie (Québec), est animateur de télévision et homme d’affaires canadien.
Depuis l'été 2002, il anime l'émission matinale quotidienne Salut, Bonjour! de 6 h 30 à 10 h 30, du lundi au vendredi sur le réseau TVA.
Porte-parole publicitaire de Chocolats Favoris depuis 2007, il est également copropriétaire de sept boutiques Chocolats Favoris au Québec.

## Biographie
Gino Chouinard a fait son secondaire 1 et 2 dans un pensionnat à Sherbrooke (Collège du Mont-Sainte-Anne) avant d’étudier à la polyvalente Montignac de Lac-Mégantic où il s’implique dans la vie étudiante. Il y anime ses premiers spectacles, ainsi que la radio étudiante pendant ces deux années.
Pour ses études collégiales, il décide d'aller étudier à Montréal au Conservatoire Lassalle en Sciences de la parole. C'est là qu'il comprend que, même s'il voulait devenir au départ comédien, il a plus d'affinités avec l'animation radio ou télé : en tant que comédien, il ne peut s'abandonner, étant dans l'auto-jugement.
Pendant sa première année à l’Université de Montréal, il commence à faire de la radio communautaire à Longueuil (CHAA FM) et de la télévision communautaire à Laval.
En 1989, il décroche son premier emploi à TVA comme annonceur maison sur le quiz Double Défi, une émission jeunesse qu'il co-anime avec Gilles Payer.
Suivent des engagements d'annonceur-scripteur pour les émissions de télévision : Fais-moi un dessin, Charivari et Piment fort.
Entre 1992 et 1994, il travaille à la radio AM puis FM de Joliette (M 103,5).
En septembre 1994, il quitte la radio pour retourner à la télévision. Il s’installe à Québec où il devient animateur de l’émission quotidienne Ciné-Magazine diffusée sur le réseau TQS.
L’année suivante, il devient chroniqueur culturel pour Le Grand Journal de TQS. Parallèlement, il anime à Radio Énergie de Québec (CHIK) et prête sa voix comme narrateur à de nombreuses productions télévisuelles.
À l’été 1999 et 2000, on le voit à la barre du jeu-questionnaire quotidien Les Indices pensables à TQS.
Il retourne à Montréal au printemps 2001 pour devenir chroniqueur hebdomadaire régulier à l’émission estivale Tôt ou tard à l’antenne de TVA. Il fait son entrée à l'automne 2001 à la Société Radio-Canada comme chroniqueur hebdomadaire à l’émission Tous les matins animée par Paul Houde et Dominique Bertrand.
Il retourne à TVA alors que le réseau lui offre la chance de devenir reporter sur la quotidienne estivale de Sucré Salé animé par Guy Jodoin (2003-2004).
En 2003, il prend les commandes de Salut Bonjour Week-end. Quatre ans plus tard, on[Qui ?] lui confie l’animation de la quotidienne Salut, Bonjour ! du lundi au vendredi.
Il s’aventure en 2011 dans un nouveau mandat : l’animation de l’émission de rénovation Mon plan Rona. qui ne connaît que deux saisons sur le réseau TVA.
Parallèlement, il peut être vu occasionnellement à la barre des spéciaux Messmer fascine les Stars (4 épisodes) et 'L’expérience Messmer (2 épisodes) tous présentés sur le réseau TVA.
En 2018, il remporte son 11e trophée au Gala Artis, celui du meilleur animateur dans la catégorie émission de service,. C'est un animateur télé très populaire,,,,,,.
Le 29 novembre 2022 il annonce en direct à l'émission Salut Bonjour qu'il quittera la barre de l'animation à la fin de son contrat en juin 2024 après 20 ans en poste.

## Télévision et film
Il interprète son propre rôle dans un des épisodes de la série Boomerang en 2015 aux côtés d’Antoine Bertrand ainsi que dans Complexe G l’année suivante aux côtés des comédiennes Édith Cochrane et Anne Casabonne. Il apparaît aussi dans son propre rôle dans la série En tout cas, une série humoristique avec Guylaine Tremblay et Anne-Élisabeth Bossé,.
Tout comme Rachid Badouri, Pierre Bruneau et Jean-François Mercier, Gino Chouinard fait une brève apparition dans Ego Trip en 2015. Un film qui met en vedette Patrick Huard, Antoine Bertrand et Guy Jodoin.
En 2017, il participe à l'émission La vraie nature, une émission réputée selon Monde de stars «pour déclencher son lot de confidences chez nos vedettes préférées». Il est aussi invité de l'émission Tout le monde en parle.

## Gala humoristique
Gino Chouinard participe au Gala Juste pour rire animé par Philippe Laprise en 2015 sous le thème de l’orgueil. Un numéro qu’il livre en compagnie de son bon ami Dave Morissette.

## Tragédie Lac-Mégantic
Gino Chouinard et l'humoriste Peter MacLeod ont piloté le spectacle de variétés pour venir en aide aux sinistrés du Lac-Mégantic le 13 août 2013 au Centre Bell devant une foule de 10 000 spectateurs.
Ce grand spectacle intitulé Avenir Lac-Mégantic a été diffusé en simultané à Radio-Canada, TVA, V et Télé-Québec le dimanche 25 août 2013. 2,1 millions de téléspectateurs sont au rendez-vous.
L’événement aura permis de remettre la somme de 790 377,06 $ au Fonds Avenir Lac-Mégantic.
Le soir de l’événement : «J’étais dans un motorisé, il était 6 h 10 le matin et des textos n'arrêtaient pas d'entrer en disant : «On s'inquiète pour toi». Puis ma mère est arrivée en pleurant pour nous dire : «La ville a explosé». On s'est rapidement dirigé vers la télé et on n'en revenait pas de l'ampleur de l'incendie. Du lac où j'étais, à 14 km de Mégantic, on voyait le panache de fumée. On a de la famille, des amis, alors ç'a été des moments d’angoisse».

## Implication sociale
Gino Chouinard a été pendant plusieurs années l'un des animateurs du Téléthon de la recherche sur les maladies infantiles.
Après plusieurs années comme Président d’honneur du tournoi de golf de la Fondation du Centre jeunesse de la Montérégie, il accepte en 2014 de devenir officiellement le porte-parole de la Fondation. C'est avec cœur et sensibilité qu'il porte la cause des enfants dans le besoin.
Il est également cofondateur de la Fondation YUNiK. Une Fondation qui a pour mission de contribuer à accroître les chances de réussite des jeunes de notre communauté en soutenant des actions ciblées visant leur développement. 
Il fait partie des fiers ambassadeurs de la région de Mégantic.
Il s'implique aussi de la Fondation du centre jeunesse de la Montérégie.

## Chocolats Favoris
En 2014, Gino Chouinard devient copropriétaire d'une boutique à Boucherville, près de chez lui. Il s'agit d’un nouvelle succursale de la chaîne Chocolats Favoris, une chaîne de boutiques de chocolats, crèmes glacées et autres sucreries, qui n'était présente jusqu'alors que dans la région de Québec. C’est lorsqu’il animait Salut, Bonjour! week-end à Québec, que Gino Chouinard a découvert Chocolats Favoris. En effet, à cette époque là, les chroniques météo de son émission étaient souvent filmées dans l’un ou l’autre des magasins de cette chaîne de magasins. Attiré par l'atmosphère qui se dégageait de ces boutiques, il s'y est un jour rendu lui-même et a goûté les produits qui y étaient proposés. Il éprouve un «coup de coeur».
Gino Chouinard contacte en 2012 le bureau-chef de la chaîne de boutiques à Lévis. Chocolats Favoris négocie à l'époque avec un homme d’affaires local, Dominique Brown. Les nouveaux associés vont s'entendre. Les négociations entre Dominique Brown, propriétaire des Chocolats Favoris, et Gino Chouinard durent un an. Le premier déclare : « Ma plus grande réticence, c’est que je ne voulais pas devenir le jouet d’un artiste. Avec les discussions que j’ai eues avec Gino, j’ai réalisé qu’il voulait se lancer en affaires avec nous pour les bonnes raisons ». Gino Chouinard reçoit alors la première licence de Chocolats Favoris, qui inaugure ainsi un système de franchise, que Dominique Brown compte développer en province.
Les Chocolats Favoris ont une spécialité: les fondues. Au comptoir de crème glacée, les clients ont le choix entre 10 saveurs, toujours les mêmes, plus deux saveurs qui changent, donc douze au total, et plongent leur cornet dans celles qu'ils veulent. Les Chocolats Favoris ont aussi développé une gamme de fondues au chocolat aux arômes divers, en conserve, que les clients peuvent rapporter chez eux. Ce nouveau concept de la marque, que Gino Chouinard juge «unique et révolutionnaire», a fait doubler le chiffre d’affaires de Chocolats Favoris en 2013.
En 2018, il est copropriétaire de huit boutiques Chocolats Favoris.

## Vie privée
Il est marié à Isabelle Gauthier. Ensemble, ils ont adopté deux enfants, Marilou en 2008 et Nathan en 2010. Leur fille est originaire de la Chine tandis que leur fils est originaire du Vietnam. 

## Prix et distinctions
Gino Chouinard est récompensé à 10 reprises - chaque année entre 2008 et 2017 - du prix Artis du meilleur animateur d'émission de services.